# Бина (местный совет)
Бина (ивр. בּענה‎ ,араб. البعنة‎) — местный совет в северном округе Израиля. Его площадь составляет 6,000 дунамов.
Был основан в эпоху османского владычества христианами, изгнанными из соседней деревни Дейр-аль-Асад Сулейманом I. Христиане в деревне делятся на греко-православных и мелькитов. Есть свидетельства того, что в прошлом здесь жили и друзы.

## Население
По данным Центрального статистического бюро Израиля, население на начало 2020 года составляло 8 381 человек.
Ежегодный прирост населения — 1,50 %.